# هازال تورسان
هازال تورسان (ترکی استانبولی: Hazal Türesan؛ زادهٔ ۲۰ ژوئیهٔ ۱۹۸۵) بازیگر اهل ترکیه است.
وی از سال ۲۰۰۸ میلادی تاکنون مشغول فعالیت بوده است. از فیلم‌ها یا برنامه‌های تلویزیونی که وی در آن
ایفای نقش کرده است می‌توان به فضیلت خانم و دخترانش، دکتر معجزه‌گر و موهبت اشاره کرد.

## پیوندها به بیرون
- هازال تورسان در بانک اطلاعات اینترنتی فیلم‌ها (IMDb)
- هازال تورسان در فیس‌بوک
- هازال تورسان در اینستاگرام